# A Deeper Kind of Slumber
A Deeper Kind of Slumber è un album della band svedese Tiamat pubblicato nel 1997.

## Tracce
1. Cold Seed – 3:52
2. Teonanacatl – 4:17
3. Trillion Zillion Centipedes – 1:29
4. The Desolate One – 3:44
5. Atlantis as a Lover – 5:28
6. Alteration X 10 – 5:09
7. Four Leary Biscuits – 4:03
8. Only in My Tears It Lasts – 4:48
9. The Whores Of Babylon – 3:52
10. Kite – 2:04
11. Phantasma De Luxe – 4:58
12. Mount Marilyn – 10:33
13. A Deeper Kind of Slumber – 5:47

## Formazione
- Johan Edlund - voce, chitarra
- Thomas Petersson - chitarra
- Anders Iwers - basso
- Lars Sköld	- batteria